# 総力報道!THE NEWS TBC
『総力報道!THE NEWS TBC』（そうりょくほうどう!ザ・ニュースティービーシー）は、TBCテレビで2009年3月30日から2010年3月26日まで放送された平日夕方の宮城県内向けローカルニュース番組である。ステレオ放送・ハイビジョン制作を実施。

## 概要
2009年3月30日に『イブニング・ニュース TBC』の後番組及び『総力報道!THE NEWS（以下、総力報道!）』の宮城県ローカルパートとしてスタートし、同年9月25日までは『総力報道!』の第1部ローカルパートとして放送していた。
2009年9月28日から最後の半年間は『総力報道!』の18:40開始により17:50からの50分番組に拡大され、『総力報道!』とは別番組となったが、新聞・テレビ情報誌の番組欄には『総力報道!』に内包扱いされていた。
『総力報道!THE NEWS』と共に2010年3月26日を以て終了して、同年3月29日からは『Nスタみやぎ』がスタートした。

## 放送時間の変遷
| 期間      | 期間      | 放送時間（JST）                   |
| --------- | --------- | --------------------------------- |
| 2009.3.30 | 2009.9.25 | 月 - 金曜日 18:05 - 18:45（40分） |
| 2009.9.28 | 2010.3.26 | 月 - 金曜日 17:50 - 18:40（50分） |

## キャスター
ニュース
- 若生哲旺（TBCアナウンサー）
- 川尻友紀子（同上）

スポーツ
- 松尾武（TBCアナウンサー）
- 守屋周（同上）
- 飯野雅人（同上）
- 猪井操子（同上）
- 三橋泰介（同上）
- 山本義幸（同上、ただしスポーツ担当アナではないので上記スポーツ担当アナが楽天やベガルタの取材で不在の時に主に出演。）

天気予報
- 鈴木智恵（月 - 水曜、元FM岩手アナウンサー）
- 酒井紀子（木・金曜）

備考
- 川尻・松尾・守屋・飯野・猪井・鈴木は前番組『イブニング・ニュース TBC』より続投。
- 若生は2009年7月20日から2010年3月26日まで『先出し!THE NEWS』と兼務。
- 松尾・守屋・飯野・猪井・三橋は『ウォッチン!みやぎ』スポーツコーナーを兼務。
- 若生・川尻・守屋・酒井は後番組『Nスタみやぎ』も続投。
- 若生アナが不在の場合はスポーツコーナー担当アナが兼務する。また川尻アナが不在の場合は他の女子アナが担当する。

## 内容
- 17:50に放送開始後、TBCのスタジオからヘッドラインを伝えたあと17:50:30 - 18:00は東京から全国ニュース（イブニングワイド）を放送する。18:00からはCMを挟まずに県内ニュースに切り替える。ただし、2010年1月からはヘッドラインは映像と字幕のみとなり、キャスターの登場は18:00からに変更。
- その日の県内のニュースの他に毎日特集コーナーを設けている。
  - 毎週水曜日はJNN各局の企画ニュースを放送するJバザールを放送している。
- 18:10頃の県内のスポーツコーナー（THE NEWS TBC SPORTS）は主に楽天イーグルスやベガルタ仙台、仙台89ersの話題を伝えている。プロ野球シーズン中はイーグルスの速報を随時伝える。
  - 18:30頃から全国のスポーツニュース（イブニングワイド最速!スポーツ）を東京から放送する。
- 18:25頃から天気予報（ヤン坊マー坊天気予報）は明日の宮城県内の天気をTBC独自（私立TBC気象台）の予報を出している。
- 『総力報道!THE NEWS』前半部分からCMを挟まずに接続する局が殆どの中、当番組は18:05より2分間のCMを経て18:07より本編が始まる形であった（2009年7月まで）が、2009年8月よりCMを挟まずにオープニングを放送している（2009年9月25日まで）。オープニングテーマ曲は全国パートと同じ山下達郎の「ミューズ」が流れる。THE NEWS特集の内容を告知した後は、エンディングはCMを挟まずに東京のスタジオに戻る。
- 16:48からの『先出し!THE NEWS』ではその日の『総力報道!THE NEWS TBC』の主な項目を紹介する（7月17日までは『水戸黄門』（再放送）のCM中にもやはりその日のニュース項目を紹介していた）。